# 长叶山小橘
长叶山小橘（学名：Glycosmis longifolia）为芸香科山小橘属下的一个种。

## 扩展阅读
- 維基物種上的相關：长叶山小橘